# Roche roche
Genre
Espèce
Statut de conservation UICN

 VU B1ab(iii)+2ab(iii) : Vulnérable
Roche roche, unique représentant du genre Roche, est une espèce d'araignées aranéomorphes de la famille des Ochyroceratidae.

## Distribution
Cette espèce est endémique des Seychelles.

## Publication originale
- Saaristo, 1998 : Ochyroceratid spiders of the granitic islands of Seychelles (Araneae, Ochyroceratidae). Phelsuma, vol. 6, p. 20-26.